# 斯泰因冰原島峰 (阿斯特里德公主海岸)
71°42′S 7°58′E / 71.700°S 7.967°E
斯泰因冰原島峰（英語：Stein Nunatak）是南極洲的冰原島峰，位於毛德皇后地的阿斯特里德公主海岸，屬於德里加爾斯基山脈中索倫森冰原島峰的一部分，根據挪威探險隊的測量和空中照片繪入地圖，現時由南極條約體系管理。